# Peter Conradin Zumthor
Peter Conradin Zumthor (* 1979 in Haldenstein bei Chur) ist ein Schweizer Schlagzeuger und Perkussionist.

## Leben und Wirken
Peter Conradin Zumthors Vater ist der Architekt Peter Zumthor. Er hatte im Kindergartenalter eine Zeit lang Geigenunterricht. Durch seinen Vater war er zwar früh mit Jazzmusik vertraut, erst über den Hip-Hop fand er zur Musik zurück und lernte Schlagzeug spielen, überwiegend als Autodidakt. 
Mit 19 Jahren spielte er im (letzten) Trio von Werner Lüdi. Mit seinen Projekten ist er auf nationalen und internationalen Bühnen präsent; so zum Beispiel im Duo mit der Pianistin Vera Kappeler, als Solist, oder mit dem Schlagzeugtheater «Die Hintertür» mit Fritz Hauser und Rob Kloet. Mit Dominik Blum an der Hammondorgel spielt er im Duo «Azeotrop». Konzertreisen führten ihn in über ein Dutzend Länder. Zumthor arbeitet auch an den Schnittstellen von Musik und bildender Kunst. Präpariertes und dadurch klanglich verändertes Kirchturmgeläut setzte er sowohl für Musik- als auch für Kunstfestivals um. 
Zumthor initiierte zahlreiche Projekte und Formationen. Er war an Uraufführungen Neuer Musik beteiligt, gab Solokonzerte, spielte Theatermusik und komponierte architekturspezifische Musik und vertonte Literatur. Er arbeitete mit den Komponisten Felix Profos und David Dramm ebenso zusammen wie mit den Musikern Christian Weber, Anna Trauffer, Achim Escher und Marek Otwinowski, Jürg Kienberger, Julian Sartorius sowie mit dem ukrainischen Schriftsteller Juri Andruchowytsch (Werwolf Sutra). Mit Samuel Streiff erarbeitete er das Hörstück Schlachten (2014).
Anlässlich des Berner Musikfestivals 2017 wickelten Zumthor und Kappeler Felle um die Klöppel der sieben Münsterglocken des Berner Münsters unter dem Titel Con sordino.

## Preise und Auszeichnungen
- 2009: Werkstipendium des Kantons Graubünden, für die Erarbeitung seines Soloprogramms
- 2015: Anerkennungspreis der Stadt Chur, für das Duo Kappeler/Zumthor

## Diskographische Hinweise
- Felix Profos, Peter Conradin Zumthor: Grund (Edition Wandelweiser 2023)
- Peter Conradin Zumthor: Grünschall (hiddenbell records, 2017)
- Vera Kappeler/Peter Conradin Zumthor: Babylon Suite (ECM, 2014)
- Azeotrop spielt Felix Profos. (deszpot, 2013, mit Dominik Blum)
- Niggli/Zumthor: Spiegel (Edition Therme, 2011)
- Niggli/Zumthor. Profos (Not Two, 2009)